# Copa Mundial Femenina de Fútbol Sub-20 de 2021
La X Copa Mundial Femenina de Fútbol Sub-20 fue una edición pospuesta y luego cancelada que se realizaría en Costa Rica, luego de derogar la sede a Nigeria por inconformidades en la estructura deportiva. La sede del certamen originalmente sería compartida entre Costa Rica y Panamá, pero este último país decidió declinar debido a problemas surgidos por la pandemia de COVID-19.
El 4 de abril de 2020 la Federación Costarricense de Fútbol y la Federación Panameña de Fútbol informaron acerca de la postergación de la competencia como medida tomada dentro del contexto general suscitado por el avance del COVID-19 a nivel regional y mundial.
Debido a la prolongada pandemia, el 24 de julio de 2020 Panamá anunció declinar la organización del evento, dejando a Costa Rica como único país.
Finalmente, el 17 de noviembre de 2020 la FIFA anunció que la edición del torneo de 2020 sería cancelada. A cambio, Costa Rica sería designado automáticamente como país organizador del siguiente torneo en 2022.

## Sedes

### Estadios
Los estadios sedes que fueron propuestos para el torneo eran: el Estadio Nacional de Costa Rica y el Estadio Alejandro Morera Soto.

## Candidaturas

### Elección de la sede
Cinco federaciones habían demostrado interés en organizar dicho certamen.
- India
- Corea del Sur
- Costa Rica y  Panamá
- Nigeria

La FIFA anunció el 20 de diciembre de 2019 que la sede del certamen sería compartida entre Costa Rica y Panamá. Antes del retiro de Panamá, iba a ser la primera vez que un certamen juvenil se realizara en dos países y la segunda vez que la FIFA organizara un torneo de estas características luego de la Copa Mundial de Fútbol de 2002.

## Equipos participantes
En cursiva, los debutantes del torneo.
| Competición                                           | Fecha                                    | Sede                 | Plazas | Clasificados                         |
| ----------------------------------------------------- | ---------------------------------------- | -------------------- | ------ | ------------------------------------ |
| Países anfitriones                                    | 20 de diciembre de 2019                  | Ginebra              | 1      | Costa Rica Panamá                    |
| Campeonato Europeo Femenino Sub-19 de la UEFA 2018-19 | 16 al 28 de julio de 2019                | Escocia              | 4      | Alemania España Francia Países Bajos |
| Campeonato Sub-19 femenino de la AFC de 2019          | 27 de octubre al 9 de noviembre de 2019  | Tailandia            | 3      | Corea del Norte Corea del Sur Japón  |
| Campeonato Femenino Sub-20 de la OFC 2019             | 30 de agosto al 12 de septiembre de 2019 | Islas Cook           | 1      | Nueva Zelanda                        |
| Campeonato Femenino Sub-20 de la Concacaf de 2020     | 22 de febrero al 8 de marzo de 2020      | República Dominicana | 3      | Estados Unidos México Nunca definido |
| Campeonato Femenino Sub-20 de la CAF de 2020          | Cancelado                                | Sin sede fija        | 2      | Nunca definido                       |
| Campeonato Sudamericano Femenino Sub-20 de 2020       | Cancelado                                | Argentina            | 2      | Nunca definido                       |
| TOTAL                                                 |                                          |                      | 16     |                                      |